# Christian von Ehrenfels
Christian Freiherr von Ehrenfels (Maria Christian Julius Leopold Freiherr von Ehrenfels; * 20. Juni 1859 in Rodaun bei Wien; † 8. September 1932 in Lichtenau im Waldviertel), österreichischer Philosoph, gilt als einer der Vordenker und Vorläufer der Gestaltpsychologie bzw. der Gestalttheorie, insbesondere durch seine Arbeit Über Gestaltqualitäten (1890).

## Leben
Christian von Ehrenfels, in Rodaun bei Wien geboren, wuchs auf dem Schloss seines Vaters in Brunn am Walde in Niederösterreich auf. Er besuchte die Realschule in Krems und studierte zunächst an der Hochschule für Bodenkultur in Wien und wechselte dann zur Universität Wien.
Dort studierte er Philosophie bei Franz Brentano und Alexius Meinong, promovierte bei Meinong nach dessen Wechsel an die Karl-Franzens-Universität (Graz) 1885 mit dem Thema Größenrelationen und Zahlen. Eine psychologische Studie. Er habilitierte sich 1888 in Wien für Philosophie mit der Schrift Über Fühlen und Wollen. Von 1896 bis 1929 war er Professor für Philosophie an der deutschen Karl-Ferdinands-Universität in Prag und wurde dort unter anderem von Max Brod, Franz Kafka und Felix Weltsch gehört.
Seine Tochter war die Schriftstellerin Imma von Bodmershof. Sein Sohn Rolf (1901–1980), Professor der Anthropologie, trat 1927 unter dem Namen Omar zum Islam über. Omars Frau, Elfriede Ehrenfels, veröffentlichte als Schriftstellerin, unter dem Pseudonym „Kurban Said“, einige Bücher zusammen mit dem Konvertiten Essad Bey. Nach seinem Tod, in der Zeit des Nationalsozialismus (1933–1945), wurden seine diesbezüglichen Schriften als wissenschaftliche Grundlage für das „Lebensborn“-Fortpflanzungskonzept der SS verwendet.

## Intellektuelle Beiträge
Er prägte die Definition, nach der eine „Gestalt“ ein Ganzes sei, das über die Eigenschaften der Übersummativität und der Transponierbarkeit verfüge. Berühmt geworden ist sein Beispiel der Melodie und ihrer Übertragung in eine andere Tonart. Ehrenfels sagt hier, dass eine Melodie zwar aus einzelnen Tönen bestehe, aber doch wesentlich mehr sei, als nur die Summe dieser Töne. Die einzelnen Töne könnten sich zu völlig verschiedenen Melodien zusammenfügen, während die Melodie auch dann die gleiche bliebe, wenn sie in eine andere Tonart versetzt wird und daher andere Einzeltöne enthält (siehe auch Aristoteles: „Das Ganze ist mehr als die Summe seiner Teile“). Dieses Neue, das einem Wahrnehmungsganzen gegenüber seinen Teilen zukomme, nannte Ehrenfels Gestaltqualitäten.
Von Ehrenfels vertrat in zahlreichen kulturwissenschaftlichen und sexualpolitischen Schriften die Auffassung von der kulturellen Schädlichkeit der Monogamie und die Utopie einer polygynen Gesellschaftsordnung, womit er Sigmund Freuds parallele Überlegungen zum Antagonismus zwischen Triebleben und Kultur und zur Entstehung einer Doppelmoral stützte. Ehrenfeld war der Auffassung, die Monogamie behindere die darwinistische Reproduktionslogik und die Zeugungsauslese, was sich kulturbiologisch verheerend auf Gesellschaften auswirke und deshalb bekämpft werden müsse. Damit setzte Ehrenfels (dessen Ehefrau Emma mit Houston Stewart Chamberlain befreundet war, der sich wie er mit Rassentheorien befasste) sich einer massiven Kritik aus, da er mit seiner Theorie den Normen seiner Zeit fast Unvorstellbares entgegensetzte. Ehrenfels galt als Ideengeber für den 1906 in Dresden gegründeten antisemitischen Mittgartbund, der sich für eine Rassenhygiene starkmachte und Dorfstrukturen empfahl, wo 1000 Frauen mit 100 Männern zusammenlebten, um „germanische Kinder“ zu zeugen.

## Werke

### Dichtung
- 1876 – Hadmar von Kuering (Trauerspiel)
- 1876 – Brutus (Trauerspiel)
- 1876 – Richard Löwenherz (Trauerspiel)
- 1885 – Die Brüder von Hartenstein (Drama), Graz 1885
- 1890 – Der Kampf des Prometheus (Libretto)

### Sachschriften
- 1884 – Grössenrelation und Zahlen, eine psychologische Studie. Dissertation, Universität Graz, 1884 (handschriftlich)
- 1886 – Metaphysische Ausführungen im Anschlusse an Emil du Bois-Reymond.
- 1888 – Über Fühlen und Wollen: Eine psychologische Studie. Carl Gerold & Sohn, Wien 1888.
- 1890 – Über Gestaltqualitäten. In: Vierteljahrsschrift für wissenschaftliche Philosophie, 14 (1890), S. 249–292 (Digitalisat).
- 1893 – Werttheorie und Ethik. In: Vierteljahrsschrift für wissenschaftliche Philosophie, 17 (1893), S. 26–110, 200–266, 321–363, 413–425; 18 (1894), S. 22–97
- 1897 – System der Werttheorie. 2 Bände. O. Reisland, Leipzig 1897, 1898
- 1904 – Sexuales, Ober- und Unterbewusstsein. In: Politisch-Anthropologische Revue, 2 (1903-4), S. 456–476
- 1904 – Die sexuale Reform. In: Politisch-Anthropologische Revue, 2 (1903-4), S. 970–994
- 1907 – Sexualethik. Wiesbaden: J. F. Bergmann, 1907
- 1911 – Leitziele zur Rassenbewertung. In: Archiv für Rassen- und Gesellschaftsbiologie, 8 (1911), S. 59–71
- 1913 – Richard Wagner und seine Apostaten. Ein Beitrag zur Jahrhundertfeier. H. Heller, Wien/Leipzig 1913
- 1916 – Kosmogonie. Diederichs, Jena 1916
- 1922 – Das Primzahlengesetz, entwickelt und dargestellt auf Grund der Gestalttheorie. Reisland, Leipzig 1922
- 1930 – Sexualmoral der Zukunft. In: Archiv für Rassen- und Gesellschaftsbiologie, 22 (1930), S. 292–304

- Philosophische Schriften in 4 Bänden, hg. von Reinhard Fabian. Philosophia-Verlag 1. Werttheorie, München/Wien 1982; 2. Ästhetik. 1986; 3. Psychologie, Ethik, Erkenntnistheorie. 1988; 4. Metaphysik. 1990
- Briefwechsel Sigmund Freud, Christian von Ehrenfels. Hrsg. von Wilhelm Hernecker u. Nicolas Paulus. Verlag Turia + Kant, Wien 2023, ISBN 978-3-98514-081-7.

## Sekundärliteratur
- Reinhard Fabian: Christian von Ehrenfels: Leben und Werk. Editions Rodopi, Amsterdam 1986,  ISBN 978-90-6203-856-5
- Richard Meister: Ehrenfels, Christian Freiherr von. In: Neue Deutsche Biographie (NDB). Band 4, Duncker & Humblot, Berlin 1959, ISBN 3-428-00185-0, S. 352 f. (Digitalisat).
- Ehrenfels Christian Frh. von. In: Österreichisches Biographisches Lexikon 1815–1950 (ÖBL). Band 1, Verlag der Österreichischen Akademie der Wissenschaften, Wien 1957, S. 226 f. (Direktlinks auf S. 226, S. 227).
- Petra Gehring: Viriler Faktor. Die Sexualwissenschaft des Christian von Ehrenfels. In: Zeitschrift für Ideengeschichte. III/2 (2009), S. 40–51
- Volkmar Sigusch: Geschichte der Sexualwissenschaft. Frankfurt/M., New York: Campus 2008, S. 327–343 – ISBN 978-3-593-38575-4
- Volkmar Sigusch und Günter Grau (Hrsg.): Personenlexikon der Sexualforschung. Frankfurt/M., New York: Campus 2009, S. 119–125, ISBN 978-3-593-39049-9
- Gerd-Hermann Susen: Über die Freundschaft. Der Briefwechsel zwischen Carl Hauptmann und Christian von Ehrenfels. In: Euphorion, 110. Band. 4/2016, S. 467–495